# Bromure de calcium
Le bromure de calcium est le nom de composés chimiques de formule CaBr2(H2O)x. Ces composés sont la substance anhydre (x = 0), l'hexahydrate (x = 6), et le dihydrate rare (x = 2). Ce sont tous des poudres blanches qui se dissolvent dans l'eau dont l'hexahydrate se cristallise. La forme hydratée est spécialement utilisée dans des liquides de forage.

## Synthèse, structure et réactions
Le bromure de calcium est produit par la réaction de l'acide bromhydrique sur  l'oxyde de calcium ou le carbonate de calcium avec l'acide  ou par  la réaction  du calcium métallique avec l'élément brome .
Il présente une structure octaédrique avec des centres calcium octaédraux liés à six anions brome qui pontent vers des centres Ca.
Lorsqu'il est fortement chauffé dans l'air, le bromure de calcium réagit avec l'oxygène pour produire de l'oxyde de calcium et du brome.
2 CaBr2 + O2 → 2 CaO + 2 Br2
Dans cette réaction, l'oxygène oxyde le bromure en brome.

## Utilisations
Il est surtout utilisé pour les liquides de forage . Il est aussi utilisé dans les médicaments pour les névroses, dans les mélanges de réfrigération, les conservateurs alimentaires, la photographie et les ignifugeants.